# Nicolás Gallo (árbitro)
Nicolás Gallo Barragán (Ibagué, 9 de agosto de 1986) es un árbitro de fútbol colombiano que ha sido árbitro internacional de la FIFA desde 2018.
Debutó en Colombia en el Torneo Clausura de la Primera A del 2011.
Fue el único árbitro colombiano presente en el Mundial de Catar 2022 al ser citado como parte del equipo del VAR.